# Princess Chelsea
Princess Chelsea, pseudonimo di Chelsea Nikkel (Auckland, 4 settembre 1985), è una cantautrice neozelandese.

## Biografia
Ha esordito facendo parte del gruppo musicale twee pop The Brunettes e di altre formazioni meno conosciute quali TeenWolf, The Cosbys, Hang Loose e i Disciples of Macca, quest'ultima una cover band di Paul McCartney. Nel 2011, rimasta solista, divenne popolare grazie al suo singolo The Cigarette Duet, divenuto virale sui social network e con oltre cento milioni di visualizzazioni, in cui duettava con Jonathan Bree. Grazie al suo primo disco solista, Lil’ Golden Book, si è avvantaggiata di quella esposizione mediatica che le permise di acquisire una discreta dose di fama.
Cavalcando l'onda del successo scaturita dalla viralità del suo video riuscì, nel 2015, a pubblicare il suo secondo album The Great Cybernetic Depression.
Il suo stile musicale che riprende gli andamenti della musica barocca è stato attribuito alla sua formazione classica, e il New Zealand Herald ha elogiato la sua "voce angelica e acume". La sua più nota canzone, The Cigarette Duet, ha ricevuto una significativa esposizione stampa dopo che il suo video ha ottenendo oltre 30 milioni di visualizzazioni su YouTube. Ciò gli è valso il titolo di "New Band of the Day" sul The Guardian.
La canzone When the World Turns Grey è stata remixata dal produttore di musica elettronica tedesco Robin Schulz. Il remix è contenuto nell'album Sugar, pubblicato nel mese di settembre del 2015 e del quale è produttore lo stesso Schulz.
Nel mese di agosto del 2016 ha realizzato una cover del brano Cold Glass Tube originariamente interpretata dai "The Reduction Agents", inserita nell'album Waiting for Your Love: A Tribute to The Reduction Agents, pubblicato il 19 agosto.
Il 7 settembre 2018 uscì l'album The Loneliest Girl, il cui titolo è tratto da uno dei brani presenti al suo interno. Il disco richiama lo stile di The Great Cybernetic Depression. In un'intervista l'artista ha dichiarato che l'album è più edificante e dallo stile più classico.

## Discografia

### Album in studio
- 2011 - Lil' Golden Book (Lil' Chief Records)
- 2015 - The Great Cybernetic Depression (Lil' Chief Records)
- 2016 - Aftertouch
- 2018 - The Loneliest Girl
- 2022 - Everything Is Going to Be Alright

### EP
- 2012 - The Cigarette Duet (European Tour Edition)

### Singoli
- 2009 - Your Woman
- 2009 - Monkey Eats Bananas
- 2010 - And I Love Her
- 2011 - Too Fast to Live
- 2011 - The Cigarette Duet
- 2011 - Ice Reign
- 2012 - Overseas
- 2013 - We're so Lost
- 2014 - No Church on Sunday
- 2020 - Kiss My Lips

## Videografia

### Video musicali
- 2009 - Monkey Eats Bananas
- 2009 - Machines of Loving Grace
- 2009 - Red Rollerskates
- 2010 - "And I Love Her
- 2011 - Ice Reign
- 2011 - The Cigarette Duet
- 2011 - Too Fast To Live
- 2012 - Yulia
- 2012 - Overseas
- 2012 - Frack
- 2013 - Caution Repetitive
- 2013 - We're So Lost
- 2013 - The Primrose Path
- 2014 - No Church On Sunday
- 2015 - Too Many People
- 2018 - I Love My Boyfriend
- 2018 - Wasting Time
- 2018 - Growing Older
- 2020 - Kiss My Lips
- 2020 - All I Need to Do
- 2020 - I Miss My Man
- 2022 - Everything Is Going to Be Alright
- 2022 - Sometimes
- 2022 - The Forest
- 2022 - Forever Is a Charm